# Wilmington Hammerheads
El Wilmington Hammerheads es un equipo de fútbol de los Estados Unidos que actualmente se encuentra inactivo.

## Historia
Fue fundado en el año 1996 en la ciudad de Wilmington, Carolina del Norte y formó parte de la USISL y en la USL entre 1996 y 2009, ya que en el 2010 el club cerró operaciones por falta de presupuesto.
En el año 2011 ingresaron a la recién creada USL Pro, logrando clasificar a los playoffs en su año de regreso y en el 2014 firmaron una alianza con el Toronto FC para que los jugadores del equipo canadiense ganen experiencia mientras llegan al primer equipo.
Al iniciar la temporada 2017 el club planeó una reestructuración y fueron marcados como la principal opción para ser la franquicia que se mudaría a Baltimore, Maryland para la temporada 2018 en vista de que el mercado es más grande, pero no se concretó.

## Palmarés
- USL Pro: 0
  - Finalista: 1

2012
- USL Second Division
  - Temporada Regular: 1

2009
- USL Pro Select League: 1

2003
- USL D-3 Pro League
  - División Sur: 2

2001, 2002

## Gerencia
- George Altirs - Dueño
- Jason Arnold – Gerente General
- Danielle Dorantich – Director de Mercadeo y Relaciones Púbicas
- Matt Sadler – Director de Departamento y Patrocinios
- Kelly Wenger – Gerente de Boletería
- Jessica Hotzelt – Representante de Boletería

## Entrenadores
- David Irving (1998-2014)
- Carson Porter (2014-)